# Грушевська (станиця)
Грушевська — станиця в Аксайському районі Ростовської області. Центр Грушевського сільського поселення. Грушівка є західним передмістям Новочеркаська й північно-східним передмістям Ростова-на-Дону.
Станиця положена на правому березі річки Тузлова при впливі зліва Грушівки.

## Археологія
На північ від станиці виявлено 12 курганних могильників, що датовані 3-ім тисячоріччям до Р.Х..

## Історія
Грушевський хутір відомий у джерелах з 1747 року. Мешканцями були козаки з різних станів й українці.
1797 Грушівський стан перейменовано на Грушівську станицю.
1811 року українці станиці були переведені у козацький стан.
Станиця поділялася на Грушівку, Новоселівку й Кочевань.
На 1859 рік у Грушівській було 225 дворових господарств; 1987 осіб (1030 чоловіків й 957 жінок); православна церква.
На 1873 рік тут налічувалося 431 дворових садиб й 29 бездворових садиб; 2673 осіб (1295 чоловіків й 1378 жінок); а у всьому Грушівському юрті було 546 дворових садиб, 3 кибитки й 34 недворових садиб; мешкало 3347 осіб (1636 чоловіків й 1711 жінок).
1884 року зведений Варваринський храм, а 1900 року — храм Іоанна Богослова.
На 1915 рік тут було 914 садиб, 3444 осіб, 2 церкви, 2 міністерських училища, парафіяльна школа, паровий млин.
У 2017 році на північний захід від станиці зведено новий ростовський міжнародний аеропорт «Платов».

## Відомі особистості
В поселенні народився:
- Анісімов Федір Іванович (1814—1855) — поет, автор донського козачого гімну.